# Taphronota grandis
Taphronota grandis är en insektsart som beskrevs av D. Keith McE Kevan 1975. Taphronota grandis ingår i släktet Taphronota och familjen Pyrgomorphidae. Inga underarter finns listade i Catalogue of Life.